# Emeli Sandé
Adele Emily Sandé (Sunderland, 1987. március 10. –), ismertebb nevén Emeli Sandé, skót énekesnő és dalszerző. 2012-ben elnyerte a brit kritikusok díját. Sok művésznek írt számokat, mint például Alicia Keys, Cher Lloyd, Parade, Susan Boyle, Gabrielle, Preeya Kalidas, Rihanna, Leona Lewis, Alesha Dixon, Cheryl Cole, Tinie Tempah, Ella Henderson és a Sugababes eredeti felállásának. Énekelt a 2012. évi londoni olimpia nyitó és záró ceremóniáján.

## Előélete
Emeli Sandé Sunderlandben született Adele Emeli Sandé néven, 1987 március 10-én. Apja Joel Sandé, zambiai, anyja Diane Sandé-Wood, angol, a Sunderlandi Egyetemen ismerkedtek össze, oda jártak mindketten.

## Zenei karrier

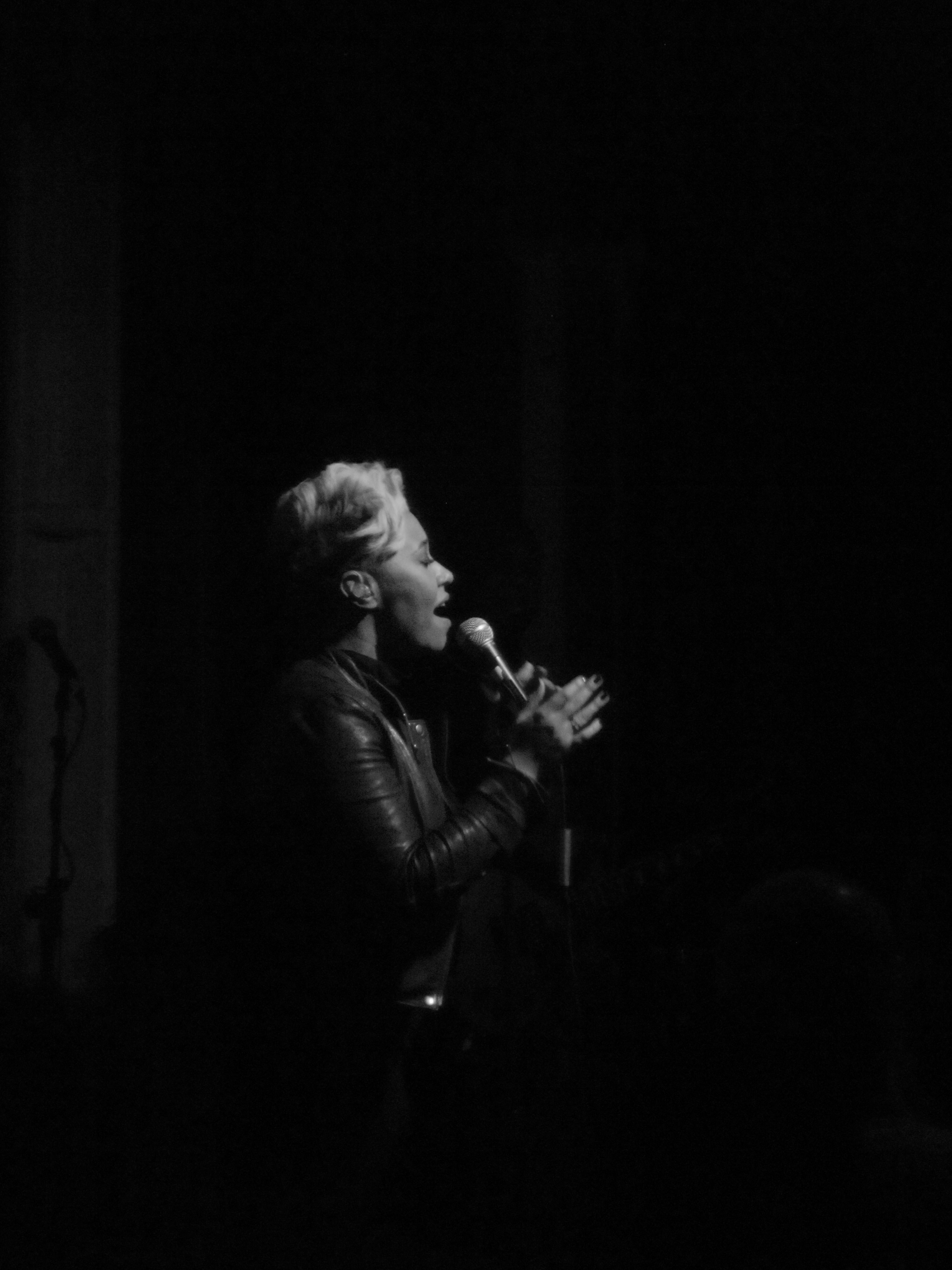
Emeli Sandé, XOYO

### 2008–2010: Karrier kezdetek
Sandéról a huga készített egy videót, amelyben zongorázik és elénekli az akkori kedvenc dalát, a "Nasty Little Lady" című, Chipmunk nevű rapper számát. Ezzel a videóval beneveztek Trevor Nelson, "BBC Urban music competition" nevű zenei versenybe. Emeli megnyerte a versenyt, és kapott egy lemezszerződési lehetőséget,  de a menedzsment amellyel a verseny alatt találkozott úgy döntött, hogy nem fogadják el. Találkozott Shahid Khan más néven Naughty Boy zenei producerrel, aki korábban Ms Dynamite-tel és Bashyvel is dolgozott, és együtt elkezdtek számokat írni előadóknak mint Alesha Dixon, Chipmunk, Professor Green, Devlin, Preeya Kalidas, Cheryl Cole és Tinie Tempah. Sandé ezek után lemezszerződést kapott a Virgin Records illetve az EMI Records lemezkiadóktól.

### 2011–2013: Our Version of Events és az áttörés
Az albumot 2012. február 13-án a Virgin Records adta ki.
Az első szám az megjelenő albumról a "Heaven" volt, 2011. augusztus 14-én jelent meg.

### 2013–2017: Long Live the Angels
A második albuma 2016. november 16-án jelent meg a Virgin Records kiadásában.

### 2019–jelen:Real Lifeés új zene
2019 áprilisában bejelentette harmadik albumát, a Real Life-ot, amely 2019 szeptemberében jelent meg.

## Művészete
Sandé szoprán hangterjedelemmel rendelkezik. Szeretné ha a zenéjére úgy emlékeznének mint Nina Simone-re.

## Magánélet
Sandé és Adam Gouraguine 2012. szeptember 15-én házasodott össze Montenegróban, majd egy év házasság után elváltak.

## Diszkográfia
- Our Version of Events (2012)
- Long Live the Angels (2016)
- Real Life (2019)

## Turnék
- Our Version of Events Tour (2011–2013)
- Long Live the Angels (2017)

## Külső hivatkozások
- Hivatalos oldala
- Facebook